# 이집트 파운드
이집트 게네흐(이집트 아랍어: جنيه مصري Genēh Maṣri [ɡeˈneː(h) ˈmɑsˤɾi]; 기호: E£, ج.م; 코드: EGP)는 이집트의 통화이다. 대한민국 원과의 환율은 2024년 기준 1 파운드에 약 27원이다.

## 같이 보기
- 이집트의 경제
- 아프리카의 경제

## 참조
- Krause, Chester L., and Clifford Mishler (1991). 《Standard Catalog of World Coins: 1801–1991》 18판. Krause Publications. ISBN 0873411501.
- Pick, Albert (1994). 《Standard Catalog of World Paper Money: General Issues》. Colin R. Bruce II and Neil Shafer (editors) 7판. Krause Publications. ISBN 0-87341-207-9.